# Stanno tutti bene (film 1990)
Stanno tutti bene è un film del 1990 diretto da Giuseppe Tornatore.
La pellicola ha come principale interprete Marcello Mastroianni ed è stata presentata in concorso al 43º Festival di Cannes.
Nel 2009 ne è stato realizzato un remake statunitense chiamato Stanno tutti bene - Everybody's Fine, con la regia di Kirk Jones, nel quale la parte che era di Mastroianni è stata affidata a Robert De Niro.

## Trama
Matteo Scuro è un settantenne del comune siciliano di Castelvetrano, ex impiegato dell'anagrafe in pensione e vedovo, che immagina sempre di parlare con la moglie Angela ed i cinque figli ancora bambini, comportandosi come se fossero presenti insieme a lui e avendo delle visioni con loro protagonisti. I figli di Matteo, tre maschi e due femmine, lo hanno reso nonno di diversi nipoti ed abitano nell'Italia continentale nelle città di Napoli, Roma, Firenze, Milano e Torino. Dal momento che i figli e le loro famiglie non hanno partecipato, come gli avevano promesso, ad una vacanza estiva di gruppo da lui organizzata, Matteo decide di andarli a trovare, cosa che in precedenza non ha mai fatto, lasciando sempre che fossero loro a recarsi in Sicilia per incontrarlo. Matteo ha chiamato i figli con nomi derivati dai personaggi dell'opera, di cui è molto appassionato; consapevole di aver dato loro una buona educazione ed una buona istruzione, si mette in viaggio (attraversando tutta l'Italia in treno in quanto ha paura dell'aereo) sicuro di trovare gli ambienti familiari sereni e le situazioni professionali ben realizzate di cui i figli gli hanno sempre parlato e di cui è molto fiero, ma si accorgerà che la realtà è ben diversa. I fratelli Scuro, in realtà, vivono delle situazioni delle quali sarebbe difficile parlare con l'orgoglioso padre, sia dal punto di vista professionale che da quello sentimentale e familiare, e per questo motivo, al sopraggiungere di Matteo, si organizzano per nascondergli la verità.
Il figlio Alvaro, a Napoli, risulta irreperibile, a quanto pare perché è in vacanza avendo vinto un viaggio-premio; Matteo cercherà di rintracciarlo per tutta la durata del film, lasciandogli vari messaggi nella segreteria telefonica, ma sempre inutilmente. Prosegue il viaggio verso Roma, dove vive il figlio Canio, che Matteo crede essere diventato un noto politico, in procinto di essere eletto segretario della federazione provinciale del proprio partito, ma che in realtà è solo il modesto assistente di un deputato, senza speranze di carriera. Dopo alcuni giorni di permanenza il viaggio continua verso Firenze, dove vive la figlia Tosca, che recupera il padre con una lussuosa auto e lo ospita in una bella casa in centro, insieme ad un bambino che descrive come il figlio di una sua amica del quale si sta temporaneamente prendendo cura. Tosca fa credere a Matteo di essere una modella e attrice di successo; in realtà i suoi ingaggi professionali sono molto modesti e saltuari, l'auto e la casa non sono sue ma prestate dal suo ex compagno ed il bambino è figlio suo e di un uomo a lei ignoto, rendendola una ragazza madre. Senza aver ancora capito la verità, Matteo si aggrega per alcuni giorni ad una comitiva di pensionati in visita a Rimini, dove sfiora un momento romantico, facendo amicizia con una gentile signora. Successivamente riparte per Milano, dove vive il figlio Guglielmo, apparentemente un affermato musicista che suona in una grande orchestra spesso in tournée per l'Europa, in realtà un modesto suonatore di grancassa che finge di dover partire per non rimanere con il padre e rischiare di rivelargli i segreti su di sé e i fratelli e che, inoltre, ha un figlio adolescente, Antonello, il quale confida al nonno di aver fatto rimanere incinta la propria fidanzata.
L'ultima tappa del viaggio è Torino, dove vive l'ultima figlia, Norma, con la famiglia. Matteo crede che essa sia felicemente sposata e con un figlio ed abbia un ottimo lavoro alla SIP come dirigente, quando in realtà è occupata in un call center per i telegrammi, il suo matrimonio è ormai finito e il padre è l'unico motivo per cui non ha ancora deciso di regolarizzare il divorzio. È solo a questo punto, a casa di Norma, ascoltando una conversazione tra la figlia ed il marito, che Matteo capisce che i figli da sempre gli mentono su tutto, per non deluderlo e non farlo soffrire. Matteo organizza infine un pranzo a Roma invitando tutti i figli e le loro famiglie, ma si presentano solo Guglielmo e Canio (anche se la tavola è apparecchiata ed i piatti vengono serviti come se fosse presente l'intera famiglia Scuro). L'anziano padre comunica ai presenti di aver scoperto la verità e di non credere più alle bugie dei figli, compresi quelli assenti, e viene informato che Alvaro in realtà non è in vacanza ma è uscito in mare volendo uccidersi a seguito di una forte depressione ed è disperso in mare da sei mesi. Durante il viaggio di ritorno verso casa, Matteo è colto da un malore in treno e viene ricoverato in ospedale, rischiando la vita ma riuscendo a sopravvivere; è solo in quest'ultima, drammatica occasione che riesce a riunire i figli e le loro famiglie attorno a sé.
Una volta tornato in salute ed arrivato in Sicilia, ormai sconfitto dalla realtà e svuotato dell'orgoglio paterno che lo aveva sempre accompagnato e con il quale era partito, Matteo mente alla moglie defunta, a cui non smette mai di rivolgersi come se fosse ancora viva, dicendole che i figli ed i loro familiari stanno tutti bene, battuta eponima che dà il titolo al film.

## Riconoscimenti
- 1990 - Festival di Cannes
  - Premio della giuria ecumenica
- 1991 - David di Donatello
  - Miglior musicista (Ennio Morricone)

## Remake
- Stanno tutti bene - Everybody's Fine (Everybody's Fine), regia di Kirk Jones (2009)

## Collegamenti con altre opere
È lo stesso personaggio interpretato da Mastroianni, durante il viaggio di andata, a spiegare alle persone sedute intorno a lui sui vari treni che i nomi dei suoi figli sono ispirati a quelli dei personaggi di alcune famose opere liriche, che sono una delle sue più grandi passioni da sempre. Le due femmine prendono il nome dalla Norma di Vincenzo Bellini e dalla Tosca di Giacomo Puccini, mentre i tre maschi dai seguenti personaggi: Canio dal protagonista di Pagliacci di Ruggero Leoncavallo, Guglielmo da Guglielmo Tell di Gioachino Rossini e Alvaro da don Alvaro di La forza del destino di Giuseppe Verdi.

## Curiosità
- Ennio Morricone, compositore della colonna sonora del film, appare in un cameo in cui interpreta il direttore d'orchestra del Teatro alla Scala di Milano.
- Come Ennio Morricone, anche Giuseppe Tornatore, il regista del film, appare in diversi camei (caratteristica presente anche in altre sue pellicole): a Roma si trova alla sfilata a cui prende parte Tosca e interpreta un fotografo intento nel suo lavoro, con l'obiettivo rivolto verso le modelle, mentre a Milano interpreta un operatore del teatro dove sta suonando Guglielmo e che conduce Matteo in platea, a pochi metri dal proprio figlio che ha l'attenzione rivolta verso lo spartito.
- Cesare Barbetti, direttore del doppiaggio del film, appare in un cameo in cui interpreta il politico per il quale Canio scrive i discorsi e presta la voce al direttore delle prove musicali alle quali partecipa Guglielmo.
- La musica in sottofondo della segreteria telefonica di Alvaro è la colonna sonora scritta da Ennio Morricone, nel 1978, per il film Il vizietto di Édouard Molinaro.

- Giuseppe Tornatore ha raccontato che, durante le prime fasi del doppiaggio, Marcello Mastroianni non riusciva a recitare per intero le battute in quanto continuava a scoppiare a ridere. Quando Tornatore chiese il motivo di quella strana ilarità, Mastroianni rispose "Paro Ettore!", volendo dire che il personaggio di Matteo, da lui interpretato, assomigliava al regista Ettore Scola, grande amico di Mastroianni.